# Kōya-san
Kōya-san (jap. 高野山) – nazwa grupy ośmiu gór oraz świątyni buddyjskiej w miejscowości Kōya-chō (高野町, ok. 4 tys. mieszkańców) w prefekturze Wakayama w zachodniej Japonii, ok. 50 km na południe od miasta Ōsaka, na terenie Quasi-Parku Narodowego Kōya-Ryūjin. W ścisłym znaczeniu Kōya-san jest tzw. „górską nazwą” sangō (山号) świątyni buddyjskiej Kongōbu (金剛峯寺 Kongōbu-ji), sekty Shingon. 

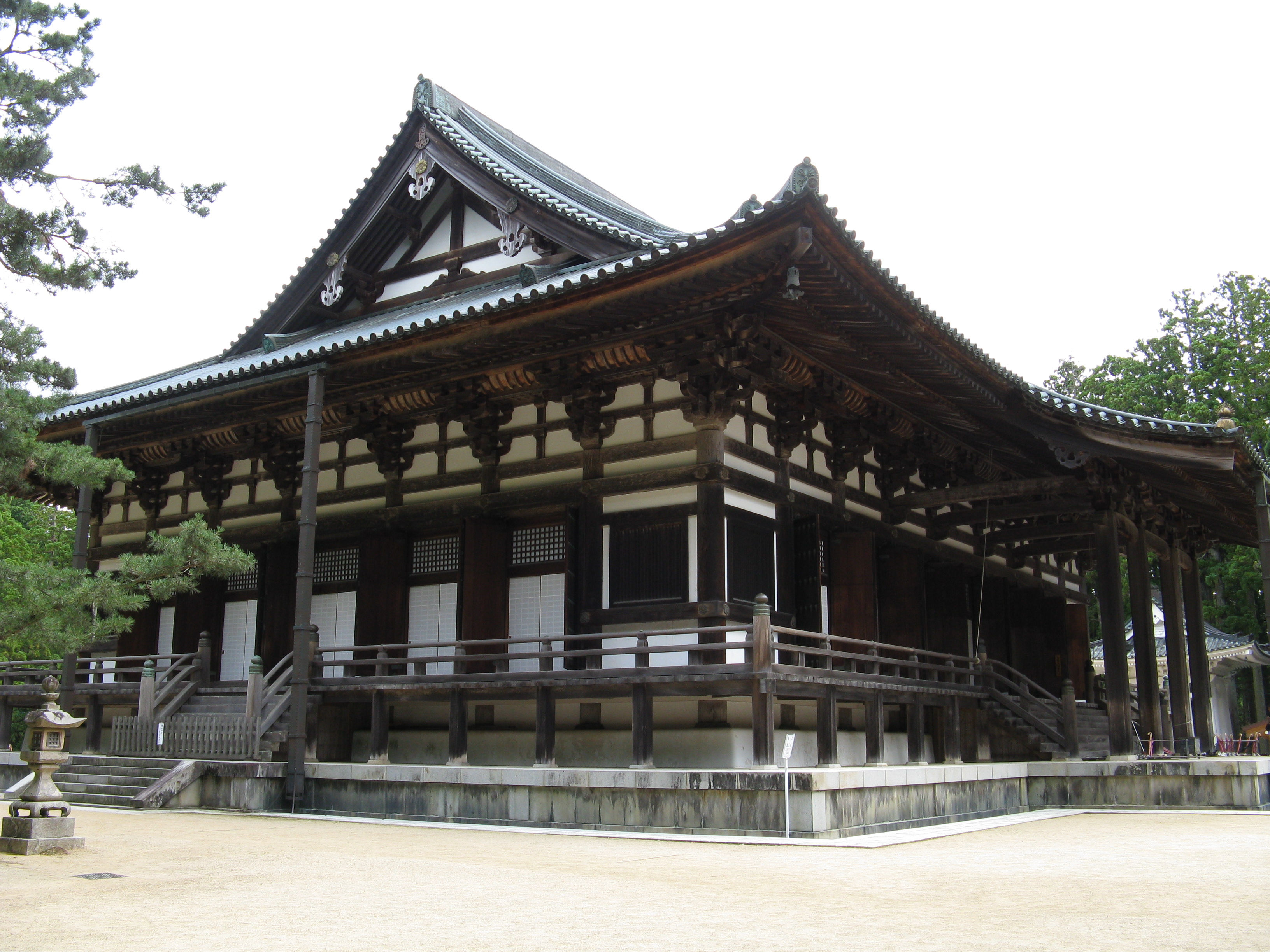
Główny pawilon (kondō) w Danjō Garan

Świątynia Kōya-san (Kongōbu-ji) została wpisana w 2004 na listę światowego dziedzictwa UNESCO jako część obiektu Święte miejsca i drogi pielgrzymkowe w regionie gór Kii.

## Opis
Na terenie płaskowyżu usytuowanego na wysokości ok. 800 m n.p.m., otoczonego ośmioma górami o wysokości ok. 1000 m n.p.m. znajduje się ogromny zespół świątyń, tworzących łącznie główną siedzibę kultu buddyjskiej sekty Shingon (Sekty Prawdziwego Słowa) założonej w IX wieku przez mnicha Kūkaia (774–835; Kōbō-daishi, Wielkiego Nauczyciela Rozpowszechniającego Naukę Buddy). Znajduje się tam ponad 100 świątyń i licznych budowli towarzyszących (w tym uczelnia), które powstawały przez stulecia wokół pierwszej świątyni konsekrowanej w 819 roku. 
Główne budowle świątynne to:
- Kongōbu-ji (jap. 金剛峰寺) – obecna nazwa została utworzona w 1868 roku. Określa się nią także czasem cały kompleks;
- Oku-no In (jap. 奥の院) – mauzoleum Kōbō-daishi, otoczone największym w Japonii cmentarzem. Prowadzi do niego kamienna droga poprzez las cedrów i cyprysów. Wyznawcy wierzą, że Kōbō-daishi nadal tam przebywa, oddając się medytacjom;
- Danjō Garan (jap. 壇上伽藍), pierwotny zespół świątynny, składający się z blisko 20 różnych budowli.

## Historia
Kūkai otrzymał ziemie w Kōya-san w 816 roku z nadania cesarskiego i ustanowił tam wspólnotę religijną buddyzmu ezoterycznego o nazwie Shingon. W 819 roku zbudowany przez Wielkiego Nauczyciela klasztor został konsekrowany.
Do 1872 roku kobiety nie miały prawa wstępu na ten teren położony 800 m n.p.m. Przy jednej z dróg prowadzących do kompleksu świątynnego znajdują się jedyne zachowane do dziś zabudowania, w których zatrzymywały się pielgrzymujące kobiety.

## Turystyka
Dotarcie do Kōya-san umożliwia kolej Nankai. Podróż rozpoczyna się na stacji Namba w Osace i prowadzi do stacji Gokurakubashi zlokalizowanej u podnóża góry Kōya. Stamtąd, na szczyt dociera w ciągu 5 minut kolejka elektryczna. Cała podróż zajmuje około dwóch godzin. W przypadku podróży pociągiem ekspresowym, czas ten skraca się do 1,5 godziny.
Będąc już na Kōya-san, skorzystać można (w weekendy) z możliwości objazdowej wycieczki wiodącej pośród najważniejszych obiektów świątynnych. Interesującą atrakcją dla turystów jest możliwość skorzystania z usług wielu buddyjskich klasztorów, które w większości oferują swoim gościom całodobowe pobyty wraz z możliwością wyżywienia oraz uczestniczenia w buddyjskich obrzędach modlitewnych.

## Galeria

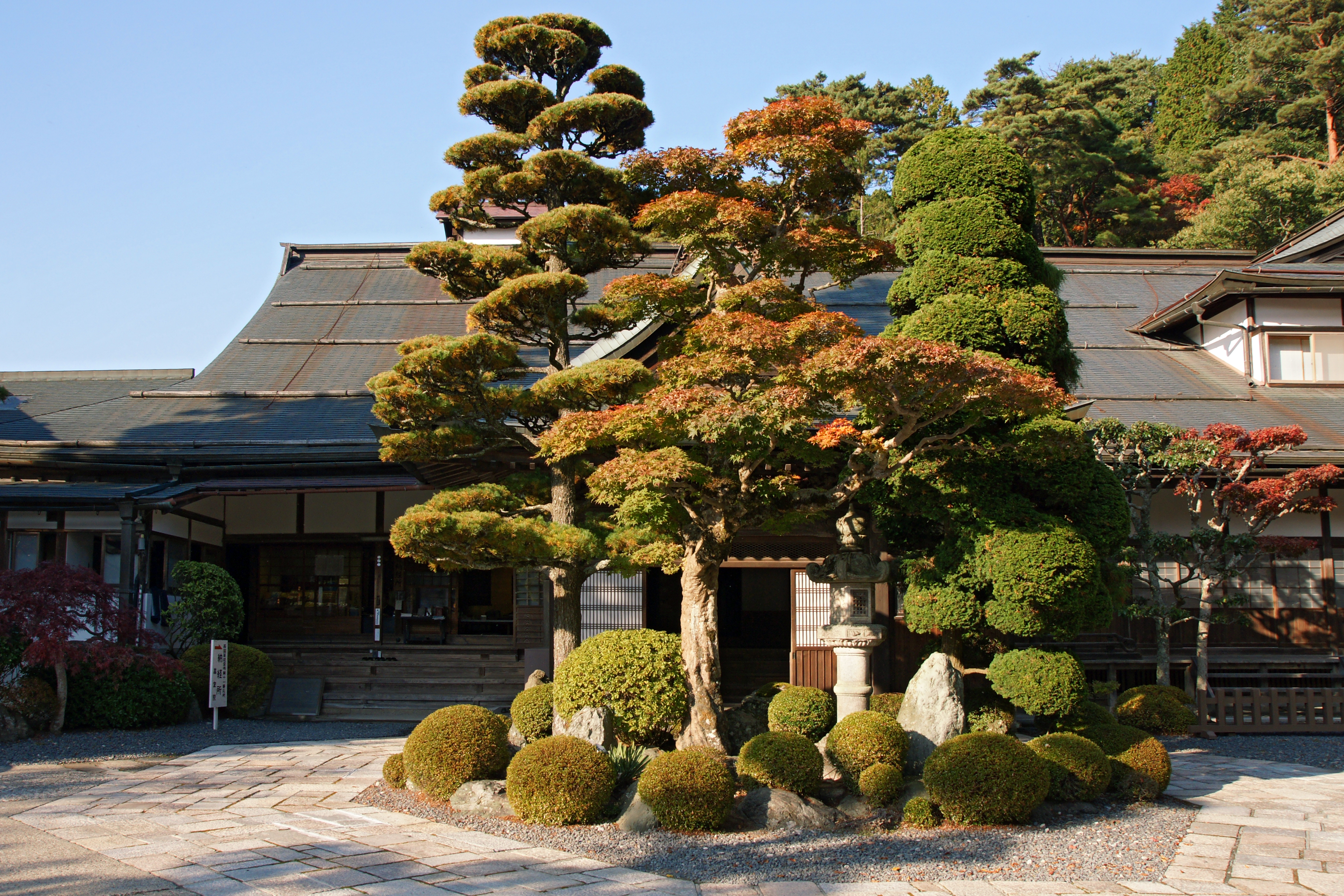
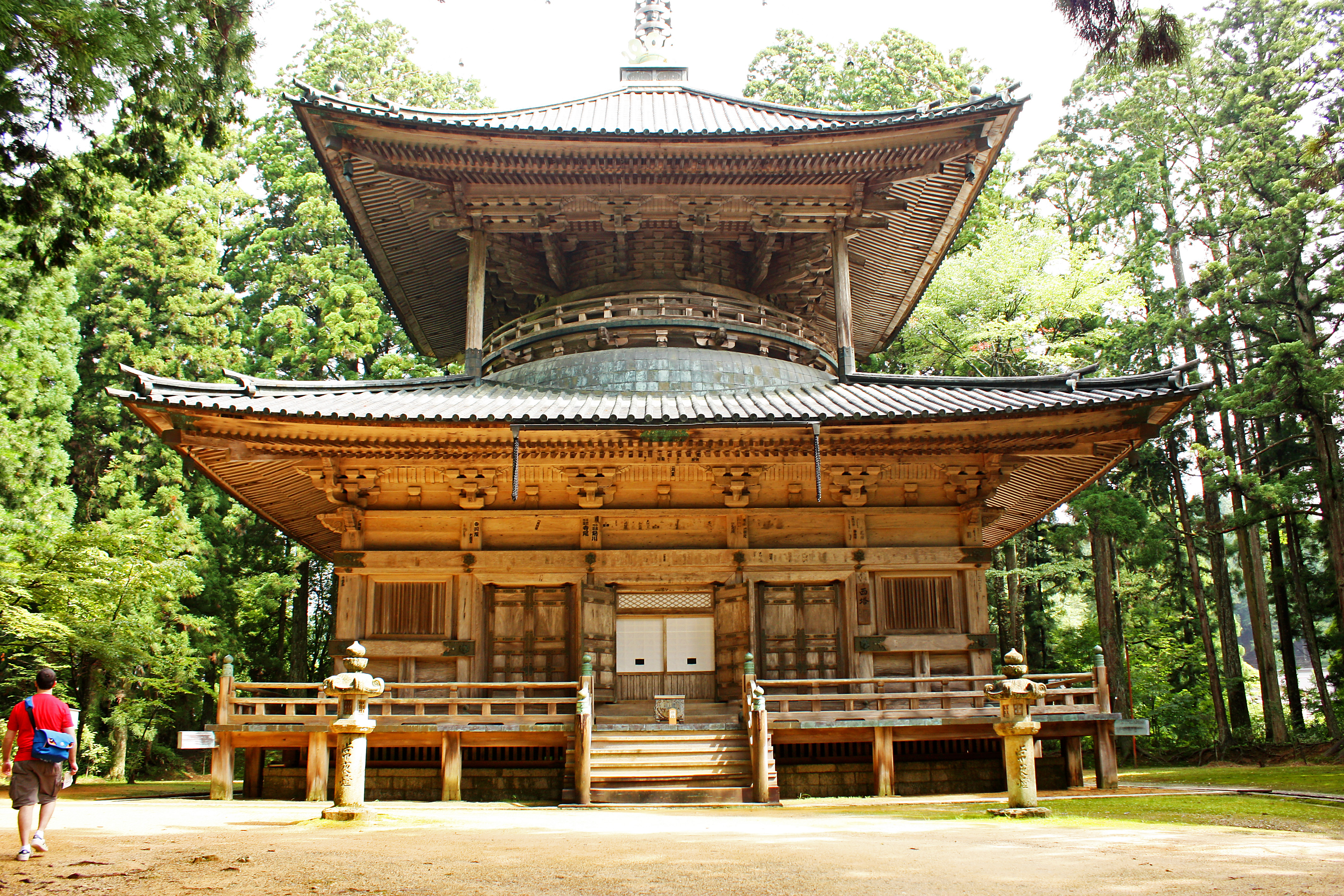
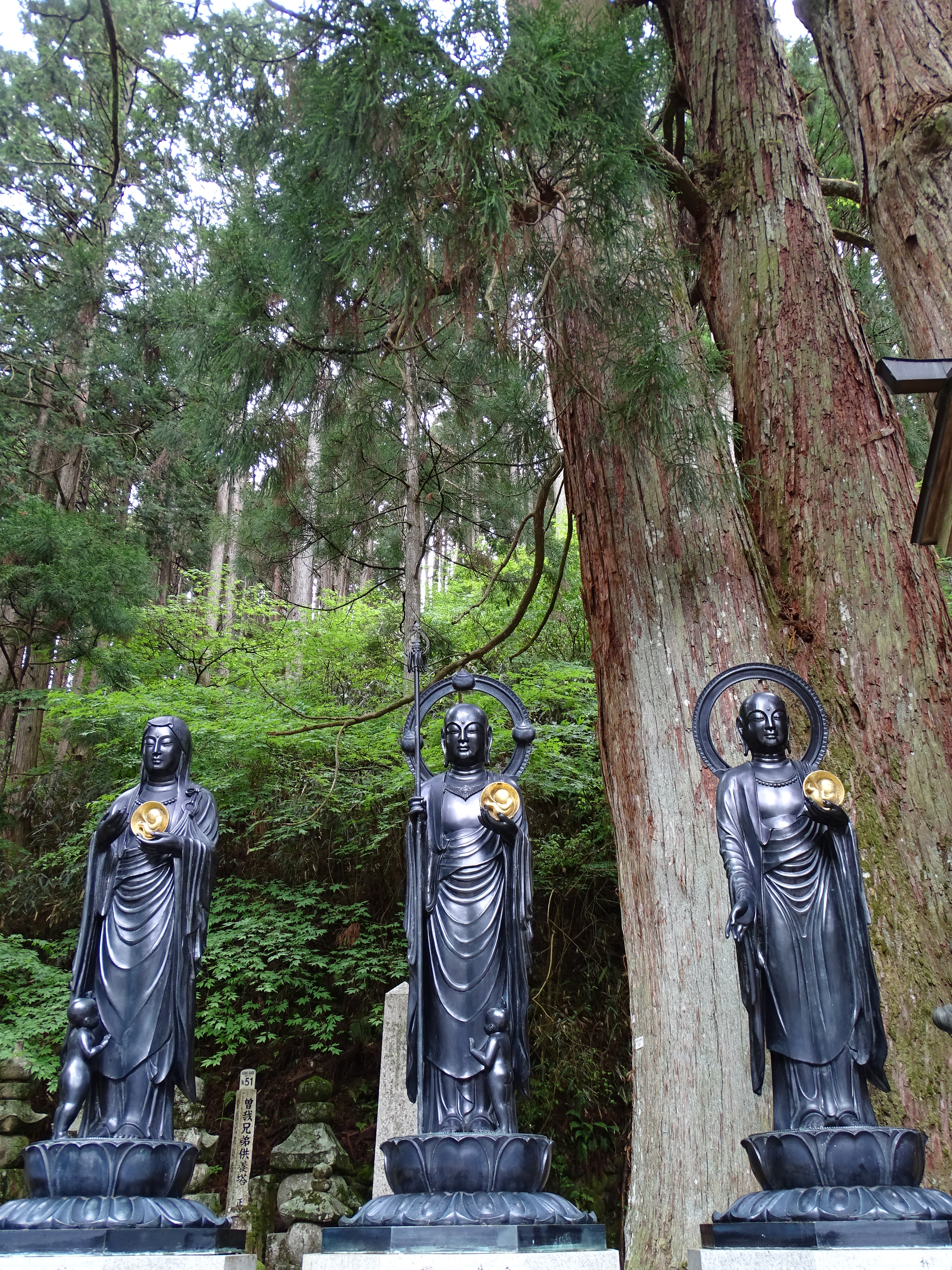
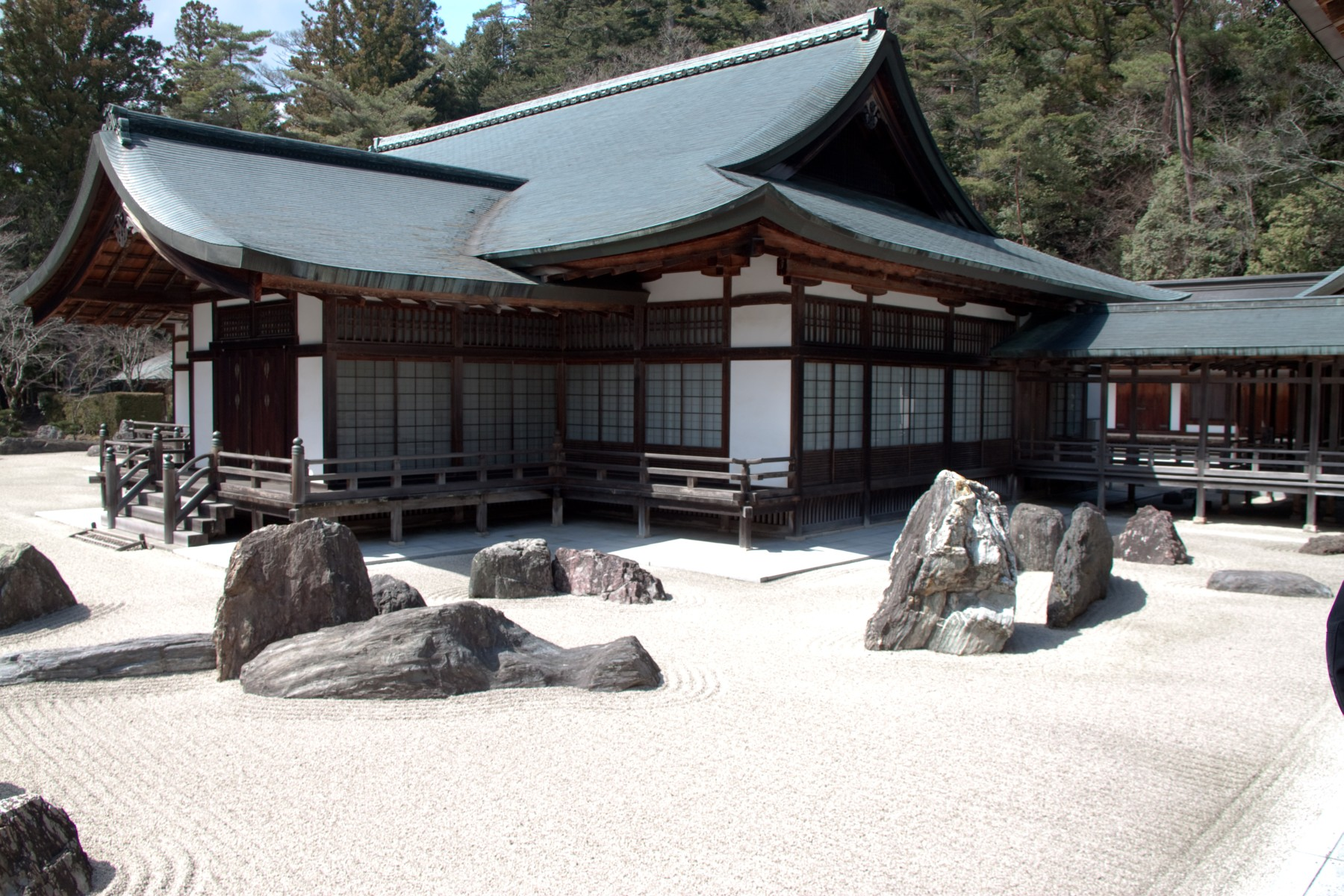
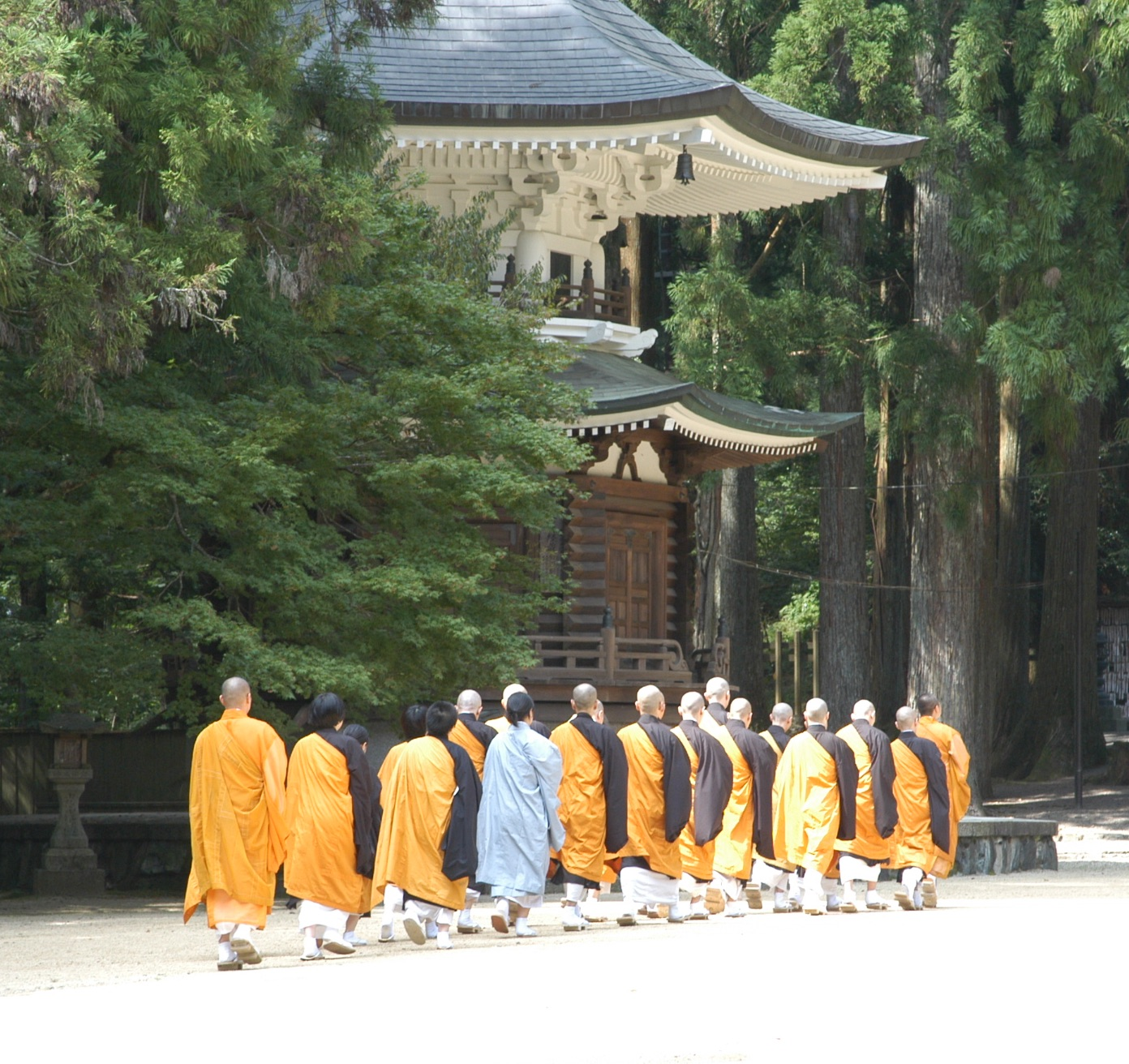
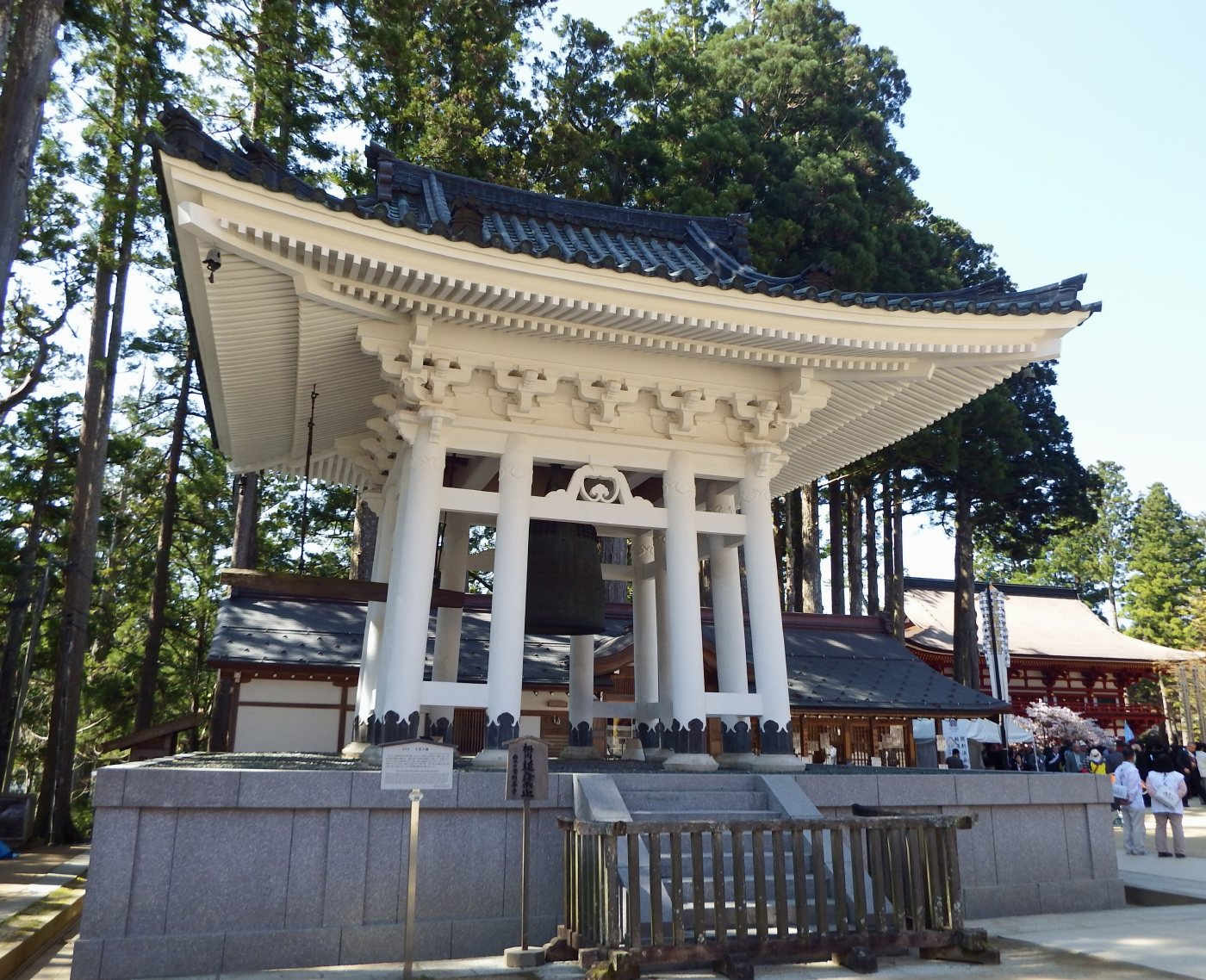